# Texas Jack
Texas Jack (originaltitel: Quick Draw MacGraw) är en tecknad TV-serie producerat av Hanna-Barbera Productions. Serien handlade om en vit mustang vid namn Jack och fölet Baba Looey som är hans kompis och deras uppdrag och galna äventyr i Vilda västern. Serien finns utgiven på VHS.

## Avsnitt inkluderar

### 1959-1960
1. Scary Prairle
2. Bad Guys Disgulse
3. Scat, Scout, Scat
4. Choo-Choo Chumps
5. Masking for Trouble
6. Lamb Chopped
7. Double Barrel Double
8. Riverboat Shuffled
9. Dizzy Desperado
10. Sagebrush Brush
11. Bow Wow Bandit
12. SixGun Spook
13. Slick City Slicker
14. Cattle Battle Rallted
15. Doggone Prairle Dog
16. El Kabong
17. Gun Gone Goons
18. El Kabong Strikes Again
19. Treasure Of El Kabong
20. Locomotive Loco
21. Bronco Busting Boobs
22. The Lyin Lion
23. Chopping Spree
24. Bephant Boy Oh Boy
25. Bull Leave Me
26. Kabong Kabongs Kabong

### 1960-1961
1. El Kabong Meets El Kazing
2. Bullet Proof Gallot
3. Tvo Too Much
4. Twin Troubles
5. All Baba Looey
6. Shooting Room Only
7. Yippe Coyote
8. Gun Shy Gal
9. Who Is El Kabong?
10. Scooter Rabbit
11. Talky Hawky
12. Extra Special Extra
13. El Kabong Jr

### 1961-1962
1. El Kabong Was Wrong
2. Dynamite Fright
3. Baba Balt
4. Big Town El Kabong
5. Mine Your Manners
6. The Mark Of El Kabong.